# Willem Leyssens
Willem Leyssens (1989) is een Belgisch sketchschrijver en televisieacteur.

## Biografie
Willem Leyssens groeide op in Kontich. 
Hij behaalde in 2012 zijn diploma in de audiovisuele kunsten in de Luca School of Arts in Brussel, waar Adil El Arbi en Bilal Fallah zijn klasgenoten waren. Leyssens had reeds in 2008 de Kolum-kunstprijs in Schoten gewonnen met een kortfilm Raymond en Hassan in wonderland. Hij viel op met zijn afstudeerproject Lulu du Lac, gebaseerd op de film Manhattan van Woody Allen.
Leyssens was echter meer geïnteresseerd in televisiewerk en stuurde in 2013 een script voor een sitcom naar Woestijnvis. Het voorstel maakte indruk op Jan Eelen die potentieel als televisiemaker in hem zag. Het script werd niet aanvaard, maar Leyssens werd aangeworven als scenarioschrijver en projectmedewerker bij Woestijnvis.
Leyssens kon het moeilijk verwerken dat projecten die hij bedacht en uitwerkte voor Woestijnvis dikwijls zonder gevolg bleven. Daarom ging hij op aanraden van Jan Eelen in 2020  werken als redactielid en sketchschrijver bij De Ideale Wereld, waar experimenteren aangemoedigd wordt en de scenario’s die onder druk op basis van de actualiteit geschreven worden een grotere kans op realisatie hebben.
Zoals gebruikelijk bij De Ideale Wereld werd hij onmiddellijk gevraagd om ook te acteren in sketches, waarop Leyssens inging, zonder enige ervaring als acteur. Hij bleek er duidelijk aanleg voor te hebben, waardoor hij een vaste waarde als acteur van De Ideale Wereld werd. Hij wordt dikwijls getypecast als getormenteerde of gefrustreerde man of als voor schut gezette machtsdrager en treedt dikwijls op in duo met Bert Janssens. Sinds 2024 is hij regelmatig sidekick van presentatrice Ella Leyers.
Willem Leyssens is de bedenker van onder andere de terugkerende rubrieken 'de Zatte Wijven' en de vuilbekkende drillrappers 'Killboy Sweet en Murder Spice', waarin hij zelf de rol van Murder Spice vertolkt, naast Bert Janssens als Killboy Sweet.
De drillrappers "Killboy Sweet & Murder Spice" traden in 2023 op tijdens De Warmste Week in Brugge, in 2024 op de 505-concerten van de menselijkheid in Antwerpen en in 2025 op de uitreiking van de Mia's.
In 2025 speelt hij de rol van de zoon in de serie “Uw moeder” in “Man bijt hond”, met Sien Eggers als de moeder. “Mijn moeder” is een spin-off van een parodie van de Ideale Wereld op het Canvas-programma "Waarom Wachten".